# Island Princess
El MS Island Princess es un crucero de la clase Coral modificado propiedad y operado por Princess Cruises. Es el barco gemelo del Coral Princess y juntos son los únicos barcos Panamax en la flota de Princess. Lo construyeron en Chantiers de l'Atlantique, Francia.
En 2015 el Island Princess navegó en cruceros por primera vez en Europa, viajando entre Barcelona y Venecia.
Como parte de la pandemia de COVID-19 en los cruceros, el barco repatrió a los miembros de la tripulación a Asia en abril de 2020. En mayo de 2020, se canceló el programa de cruceros de verano del barco.